# Златоустовская улица (Москва)
Златоу́стовская улица (раньше называлась Улица Володарского) — улица, расположенная в Восточном административном округе на территории Косино-Ухтомского района города Москвы. Проходит от Каскадной улицы до улицы 8 Марта в Люберцах.

## История
Улица возникла на территории бывшего рабочего посёлка Косино. Получила название Улица Володарского — в честь революционера В. Володарского. В 1985 году эта территория была включена в состав города Москвы. 6 февраля 1986 года улица была переименована в Златоустовскую  в честь города Златоуста Челябинской области в связи с расположением на востоке Москвы. Продолжение улицы на территории Люберец по-прежнему носит имя Володарского.

## Расположение
Златоустовская улица начинается у Каскадной улицы. Идёт на восток, пересекает улицы Поселковую, Школьную, Свердлова. Заканчивается на примыкании улиц 8 Марта и Володарского (по улице 8 Марта проходит современная административная граница Москвы и Люберец), продолжение — улица Володарского в Люберцах Московской области. Участок между Каскадной и Поселковой улицами ранее назывался 4-й Поселковый переулок.

## Транспорт
По улице курсируют автобусы: номер 723 и 772. К югу от улицы расположена железнодорожная платформа Казанского направления: Ухтомская.

## Объекты
Улица застроена преимущественно малоэтажными жилыми домами. Имеются 2 многоквартирных жилых дома 1917 и 1918 годов постройки (№ 29 и № 56). На Златоустовской улице находится Государственное бюджетное образовательное учреждение города Москвы центр образования № 2036 (дом № 3).